# Yeniköy (Emirdağ)
Yenikoy est un petit village turc de la région d'Afyonkarahisar. C'est un village traditionnel anatolien. Le village fut fondé par les émigrants turcs de la république de Haut-Karabagh, ceux-ci (qui vivaient initialement à Davulga) avaient émigré à l'époque de l'Empire ottoman. Après le déplacement des "Enfants de Alhan" vers la vallée de Yenikoy, ce village devint une ville.